# ایلو دل ساباتو
ایلو دل ساباتو (به ایتالیایی: Aiello del Sabato) یک سکونتگاه مسکونی در ایتالیا است که در استان آولینو واقع شده‌است.

## خصوصیات
ایلو دل ساباتو ۱۰٫۸۳ کیلومتر مربع مساحت و ۳٬۹۰۵ نفر جمعیت دارد و ۴۲۵ متر بالاتر از سطح دریا واقع شده‌است.